# 黑色洛城 (電視劇)
《黑色洛城》（英語：Mob City），又名《洛城黑幫》，是一部美國新黑色犯罪電視劇，由法蘭·達拉本特創作，TNT播放。本劇是基於洛杉磯警察局和1940年代洛杉磯黑幫的真實描述，記錄在John Buntin的書籍《L.A. Noir: The Struggle for the Soul of America's Most Seductive City》。本劇於2013年12月4日開播。
2014年2月10日，TNT取消了《黑色洛城》。在德國，本劇於2015年7月2日經由polyband公司發行DVD和自由區域限制的藍光光碟，不過，沒有已知打算在美國發行本劇的家庭錄像。

## 演員

### 主要演員
- 強·柏恩瑟 飾 洛杉磯警察局偵探Joe Teague
- 米洛·文提米利亞 飾 Ned Stax
- 尼爾·麥克唐納 飾 威廉·H·帕克（英语：William H. Parker (police officer)）
- 艾莉克莎·黛沃洛斯 飾 Jasmine Fontaine
- 傑佛瑞·狄蒙（英语：Jeffrey DeMunn） 飾 Hal Morrison
- 羅伯特·克耐普 飾 Sid Rothman
- 傑里米·盧克（英语：Jeremy Luke） 飾 米奇·柯罕
- 葛高瑞·伊金（英语：Gregory Itzin） 飾 弗萊徹·寶隆（英语：Fletcher Bowron）
- 愛德華·賓斯 飾 畢斯·西格爾

### 常設演員
- 達納·古爾德（英语：Dana Gould） 飾 Tug Purcell
- John Pollono 飾 Pat Dolan
- 丹尼爾·羅布克 飾 Nick Bledsoe
- 安德魯·羅森博格（英语：Andrew Rothenberg） 飾 Eddy Sanderson
- 理查德·巴拉克 飾 Terry Mandel
- 艾多·戈爾德伯格（英语：Iddo Goldberg） 飾 Leslie Shermer
- 邁克·哈加提（英语：Mike Hagerty） 飾 Fat Jack Bray
- 邁克·邁克格拉迪 飾 克里梅斯·B·霍羅（英语：Clemence B. Horrall）
- 高登·克萊普（英语：Gordon Clapp） 飾 Carl Steckler
- 傑瑞米·史壯 飾 Mike Hendry
- 保羅·班-維特（英语：Paul Ben-Victor） 飾 Jack Dragna（英语：Jack Dragna）
- Mekia Cox（英语：Mekia Cox） 飾 Anya
- James Hebert 飾 Miles Hewitt

### 客串演員
- 西蒙·柏奇 飾 Hecky Nash
- 厄尼·哈德森 飾 Bunny
- 派屈克·費雪勒（英语：Patrick Fischler） 飾 邁爾·蘭斯基

## 集數
| 集數 | 標題                     | 導演          | 編劇                                | 播放日期       | 美國收視 （百萬） |
| ---- | ------------------------ | ------------- | ----------------------------------- | -------------- | ----------------- |
| 1    | "A Guy Walks Into a Bar" | 法蘭·達拉本特 | 法蘭·達拉本特                       | 2013年12月4日  | 2.29              |
| 2    | "Reason to Kill a Man"   | 法蘭·達拉本特 | 法蘭·達拉本特                       | 2013年12月4日  | 2.29              |
| 3    | "Red Light"              | 法蘭·達拉本特 | 麥可·斯洛恩                         | 2013年12月11日 | 1.39              |
| 4    | "His Banana Majesty"     | 蓋·佛爾能     | 大衛·J·傑修                         | 2013年12月11日 | 1.39              |
| 5    | "Oxpecker"               | 蓋·佛爾能     | 大衛·萊斯里·約翰遜                  | 2013年12月18日 | 1.35              |
| 6    | "Stay Down"              | 法蘭·達拉本特 | 法蘭·達拉本特 及 大衛·萊斯里·約翰遜 | 2013年12月18日 | 1.35              |

## 外部連結
- 官方网站
- 互联网电影数据库（IMDb）上《黑色洛城》的资料（英文）